# Ouratea macrobotrys
Ouratea macrobotrys är en tvåhjärtbladig växtart som beskrevs av Henry Hurd Rusby. Ouratea macrobotrys ingår i släktet Ouratea och familjen Ochnaceae. Inga underarter finns listade i Catalogue of Life.